# Ceryx sargania
Ceryx sargania är en fjärilsart som beskrevs av Butler 1879. Ceryx sargania ingår i släktet Ceryx och familjen björnspinnare. Inga underarter finns listade i Catalogue of Life.